# Tina Erceg
Tina Erceg (Split, 3. svibnja 1988.) bila je hrvatska gimnastičarska reprezentativka te je dizačica utega. Bila je članica je gimnastičarskog kluba Marjan. Članica je DK Solin.

## Športska karijera
Prva hrvatska gimnastičarka koja je od samostalnosti nastupila na Olimpijskim igrama (2008.).

### Gimnastika
Gimnastikom se bavi od 7 godine u Kaštelima.
Državna je reprezentativka. Sudjelovala je na nekoliko juniorskih i seniorskih prvenstava te na OI 2008. godine.
Sudionica svjetskog prvenstva koje se je održalo od 16. do 24. kolovoza 2003. godine u Anaheimu, SAD.
Sudionica svjetskog prvenstva koje se je održalo od 22. do 27. studenoga 2005. godine u Melbourneu.
Sudionica svjetskog prvenstva koje se je održalo od 13. do 21. listopada 2006. godine u Aarhusu.
Sudionica svjetskog prvenstva koje se je održalo od 1. do 9. rujna 2007. godine u Stuttgartu.

Sudionica svjetskog prvenstva koje se je održalo od 13. do 18. listopada 2009. godine u Londonu.

### Element "Erceg"
opis elementa
Element na gredi vrlo visoke težinske vrijednosti (G).
Prvi puta ga je prijavila i izvela na ?, a ? godine upisan je pod njezinim prezimenom u Pravilnik Međunarodne gimnastičke federacije.

### Dizanje utega
Postavila je najmanje tri seniorska državna rekorda u kategoriji do 53kg u disciplinama biatlon (144, kao članica DK Solin, 13. svibnja 2016. u Osijeku) i trzaj (kao članica DK Solin: 65kg 13. svibnja 2016. u Osijeku, 66kg 9.12.2017. u Splitu).

## Športski uspjesi
Hrvatska:
- državna prvakinja: 2000. (prijeskok, greda, razboj)

Na svjetskom kupu u Mariboru 2005. osvojila je srebro za vježbu na parteru. 2006. je na svjetskom kupu u Mariboru osvojila srebro na razboju i broncu na prijeskoku. Na otvorenom prvenstvu Nizozemske je osvojila zlato u preskoku 2004. godine.
Izborila je pravo sudjelovati na OI 2012.

## Vanjske poveznice
- Osobne stranice  Arhivirana inačica izvorne stranice od 7. travnja 2010. (Wayback Machine)
- Međunarodni gimnastički savez  Arhivirana inačica izvorne stranice od 29. svibnja 2012. (Wayback Machine)